# Micromandibularia
Micromandibularia is een kevergeslacht uit de familie van de boktorren (Cerambycidae). De wetenschappelijke naam van het geslacht werd voor het eerst geldig gepubliceerd in 1936 door Pic.

## Soorten
Micromandibularia omvat de volgende soorten:
- Micromandibularia atrimembris (Pic, 1936)
- Micromandibularia rufa Breuning, 1954
- Micromandibularia ruficeps Pic, 1936